# UCL Global Business School for Health
Die UCL Global Business School for Health (UCL GBSH) ist eine 2021 gegründete Wirtschaftshochschule innerhalb des University College London (UCL) mit Sitz am Campus UCL East in Stratford, London. Sie gilt als weltweit erste Business School mit ausschließlichem Fokus auf den Gesundheitssektor und verbindet Managementausbildung und -forschung mit Expertise aus der öffentlichen und Bevölkerungsgesundheit.

## Geschichte
Die UCL GBSH wurde im September 2021 gegründet und als weltweit erste Business School mit ausschließlichem Fokus auf Gesundheit positioniert. UCL nannte als Beweggründe unter anderem die COVID-19-Pandemie, die Alterung der Bevölkerung und den Klimawandel.
In einem Beitrag für AACSB Insights erläuterte die Gründungsdirektorin Nora Colton, wie die GBSH Führungskräfte befähigen will, systemorientierte Lösungen für globale Gesundheitsprobleme zu entwickeln. Poets & Quants hob die Einführung neuer Programme wie des berufsbegleitenden DBA Health als Zeichen der inhaltlichen Expansion hervor.
Gründungsdirektorin ist Nora Colton, Gesundheits- und Entwicklungsökonomin und ehemalige Pro-Vize-Provost für Postgraduiertenbildung an der UCL.

## Campus
Die Hochschule befindet sich im Marshgate-Gebäude auf dem Campus UCL East im Queen Elizabeth Olympic Park in Stratford, London. Das achtstöckige, von Stanton Williams entworfene Gebäude bietet rund 33.500 m² Nutzfläche und wurde im September 2023 eröffnet.
Das Gebäude ist auf interdisziplinäre Zusammenarbeit ausgelegt und beherbergt neben der GBSH weitere UCL-Fachbereiche sowie öffentliche Bereiche zur Förderung des Austauschs zwischen Wissenschaft, Wirtschaft und Gesellschaft.

## Studienangebote
Zum Angebot gehören der Health MBA (Vollzeit und Teilzeit) sowie ein Promotionsstudium (MPhil/PhD in Global Business for Health). Seit 2025/26 werden auch die grundständigen Studiengänge Business and Health BSc und Business and Health MSci angeboten.
Für Berufstätige existiert das berufsbegleitende Executive MBA Health sowie verschiedene Executive-Education-Programme in Bereichen wie Gesundheitsführung und digitaler Gesundheit. Der berufsbegleitende DBA Health richtet sich an Führungskräfte im Gesundheitswesen.

## Partnerschaften und Stipendien
Im März 2025 kündigte die GBSH gemeinsam mit der EM Lyon Business School einen Doppel-Masterstudiengang in Biotech and Pharmaceutical Management an. Im Mai 2025 folgte das UCL Bupa Scholarship, ein vollständig finanziertes MBA-Stipendium mit einem Unterhaltszuschuss.